# Adenoma di Brunner
Un Adenoma di Brunner (conosciuto anche come Brunneroma  o Amartoma polipoide) è una lesione proliferativa che origina dalle cosiddette ghiandole di Brunner (ghiandole duodenali), cioè quelle ghiandole tubulari sottomucose che sono localizzate nella porzione del duodeno che è al di sopra dello sfintere epatopancreatico (sfintere di Oddi).

## Definizione
È possibile parlare di adenoma di Brunner quando queste ghiandole duodenali superano 1 cm di diametro. 
Nel caso le dimensioni di queste strutture siano inferiori a 1 cm è più corretto ricorrere al termine di iperplasia delle ghiandole di Brunner.
Normalmente vengono identificate allorché le loro dimensioni variano tra 1 e 2 cm di diametro. In alcuni soggetti sono stati descritti adenomi di dimensioni gigantesche, talvolta superiori a 12 cm di diametro.

## Storia
I primi studi su questa patologia risalgono al 1940 grazie alle osservazioni autoptiche di Jacobius.

## Epidemiologia
La sua presentazione è rara. L'adenoma di Brunner secondo alcuni autori costituisce circa il 5% delle masse duodenali, ma altri ritengono che la percentuale possa essere pari al 10,6% dei tumori benigni del duodeno. 
Generalmente viene identificato in soggetti adulti (nella 5ª o 6ª decade di vita). Non sembra esistere una predominanza di genere, maschile o femminile.

## Eziologia
L'eziologia di tale condizione non è ancora stata completamente chiarita.

## Localizzazione ed aspetti istologici
La localizzazione più tipica è nella parete posteriore del duodeno, fra la prima e la seconda porzione. Alcuni studi evidenziano come nel 70-80% dei casi sia a livello del bulbo o del ginocchio superiore del duodeno. L'incidenza del tumore tende a diminuire con l'aumentare della distanza dal piloro.
In genere l'amartoma si presenta con un aspetto sessile o polipoide, con una superficie liscia e di dimensioni tra 1–4 cm. Tuttavia in letteratura medica sono riportate e descritte formazioni voluminose e peduncolate, probabilmente derivanti da uno stiramento della mucosa.

## Sintomi e segni
Solitamente la lesione è pressoché asintomatica e può essere scoperta in modo incidentale nel corso di una endoscopia digestiva. Il paziente può riferire senso di fastidio epigastrico, malessere di origine ignota, senso di ripienezza gastrica, vomito o perdita di peso. In alcuni pazienti questi adenomi possono ulcerarsi e causare sanguinamento gastrointestinale.
Molto più raramente la massa, in particolare quando di dimensioni ragguardevoli, può comportare l'insorgenza di ostruzione gastrica o duodenale e fistole biliari. In questi casi può essere richiesta un'escissione endoscopica o chirurgica. È anche possibile che l'ostruzione dello sfintere epatopancreatico possa comportare l'insorgenza di pancreatite acuta o ricorrente, o che l'amartoma simuli un carcinoma della testa del pancreas. In un numero molto limitato di soggetti può verificarsi intussuscezione duodenale (forse a seguito di fissazione del duodeno alla parete addominale posteriore) così come diarrea verosimilmente secondaria a disturbi motori duodenali.

## Diagnosi
L'esecuzione di una radiografia dell'apparato digerente può dimostrarsi utile, anche se non sempre risolutiva. La fluoroscopia associata ad assunzione di mezzo di contrasto baritato, seguita successivamente dall'assunzione da parte del paziente di diverse posizioni per consentire la verniciatura delle pareti duodenali, è molto importante: si possono mettere in evidenza difetti singoli o multipli di riempimento (di solito nella prima porzione del duodeno) in presenza di adenomi sessili o peduncolati. Talora è possibile evidenziare un'unica grande massa singola con un'ampia ulcerazione centrale. L'esofago-gastro-duodenoscopia (EGDS) è un altro esame fondamentale che permette all'operatore la raccolta di campioni bioptici e pertanto anche la diagnosi istologica. Talvolta nel corso di una stessa EGDS è possibile eseguire una escissione terapeutica della lesione.

## Trattamento
Si tratta di una lesione benigna che solo in una minoranza di casi può evolvere verso la malignità. Nei casi di Brunneromi asintomatici e di piccole dimensioni, che possono indurre ad un atteggiamento attendistico, le indicazioni terapeutiche sono a tutt'oggi controverse.

## Prognosi
La prognosi di tale condizione è generalmente buona. La buona riuscita dell'intervento endoscopico di resezione comporta pochi rischi di complicanze e bassa mortalità.